# Ozyptila nigristerna
Ozyptila nigristerna là một loài nhện trong họ Thomisidae.
Loài này thuộc chi Ozyptila. Ozyptila nigristerna được Raymond Comte de Dalmas miêu tả năm 1922.